# Ste. Emilie Valley Cemetery
Ste. Emilie Valley Cemetery is een Britse militaire begraafplaats met gesneuvelden uit de Eerste Wereldoorlog. Ze ligt in de Franse gemeente Villers-Faucon (Somme) zo’n 1,6 km ten oosten van het centrum van de gemeente. De begraafplaats werd ontworpen door Edwin Lutyens en heeft een trapeziumvormig grondplan met een oppervlakte van ruim 1900 m². Ze wordt omsloten door een ruwe natuurstenen muur. Zeven segmentboogvormige treden leiden naar de open toegang en het eerste niveau van de begraafplaats, nog vijf (rechte) treden hoger bevindt zich het terrein met de graven en centraal het Cross of Sacrifice.
Op de begraafplaats liggen 513 Commonwealth slachtoffers. Onder hen zijn er 222 niet geïdentificeerd, maar voor 21 van hen werden Special Memorials  opgericht omdat hun graven niet meer gelokaliseerd konden worden en men vermoedt dat ze onder naamloze zerken begraven liggen. Onder de geïdentificeerde slachtoffers zijn er 484 Britten, 1 Canadees, 25 Australiërs, 1 Nieuw-Zeelander, 2 Zuid-Afrikanen. Er liggen ook tien Duitse graven.
De begraafplaats wordt onderhouden door de Commonwealth War Graves Commission. 

## Geschiedenis
Villers-Faucon werd op 27 maart 1917 door de 5th Cavalry Division veroverd, op 22 maart 1918 (gedurende het Duitse lenteoffensief) ging het verloren maar op 7 september 1918 werd het heroverd door het III Corps.
Op de plaats van deze begraafplaats bevonden zich bij de wapenstilstand drie groepen met graven van Gemenebest-soldaten die door de Duitsers begraven werden en die nu deel uitmaken van plot I. De rest van de begraafplaats bestaat bijna volledig uit graven die van een oudere begraafplaats met dezelfde naam of van de slagvelden kwamen. Een groot deel van deze geconcentreerde graven waren die van soldaten van de 16th (Irish) Division die sneuvelden in maart 1918.

## Graven

### Onderscheiden militairen
- Leslie Gerard Parkinson, majoor bij het Gloucestershire Regiment, Erick Fairfax Bennett, kapitein bij The Queen’s (Royal West Surrey Regiment) en Fenton King Cummins, luitenant bij de Connaught Rangers werden onderscheiden met het Military Cross (MC).
- de sergeanten J.F. Turner-Nash (Hampshire Regiment) en Ernest Larwood (Royal Welsh Fusiliers), geleider W.J. Fraser (Royal Field Artillery) en de soldaten P. Flynn en James Hughes beide (Connaught Rangers), A.H. Pudney (Bedfordshire Regiment) en W.E. Goodman (Hampshire Regiment) werden onderscheiden met de Military Medal (MM).

### Alias
- sergeant John Frederick Turner-Nash diende onder het pseudoniem John Frederick Nash bij het Hampshire Regiment.